# قشلاق علي أكبر أقاي بالا (مقاطعة بيله سوار)
قشلاق علي أکبر أقاي بالا (بالفارسية: قشلاق علی‌اکبر آقابالا) هي منطقة سكنية تقع في إيران في أردبيل.